# Øksfjordjøkelen
Øksfjordjøkelen (sami septentrional: Ákšovuonjiehkki) és la novena glacera més gran de la Noruega continental. La glacera es troba a la frontera entre els antics comtats de Finnmark i Troms. Amb 42 quilòmetres quadrats la glacera es troba als municipis de Loppa i Kvænangen.
El punt més alt té una altitud de 1.204 metres. Ara és a 1.191 metres a causa de la contracció de les glaceres. No obstant això, segueix sent, de moment, el punt més alt de tot el comtat de Finnmark. El punt més baix en la glacera té una alçada de 330 metres, quan arriba al fiord de Jøk. El poble d'Alteidet al municipi de Kvænangen és a prop, al llarg de la ruta europea E6.